# Friedrich Aue
Friedrich Aue (* 27. Juli 1896 in Dodendorf; † 27. November 1944 in Brandenburg an der Havel) war ein Widerstandskämpfer gegen den Nationalsozialismus.

## Leben
Aue ergriff zunächst den Beruf des Schlossers. Im Jahr 1925 trat er der KPD bei. Nach der Machtergreifung der Nationalsozialisten 1933 beteiligte er sich am Widerstand. Im Februar 1944 wurde er von der Gestapo verhaftet. Aue wurde am 25. Oktober 1944 zum Tode verurteilt. Die Todesstrafe wurde am 27. November 1944 im Zuchthaus Brandenburg vollstreckt.
Die Stadt Magdeburg benannt ihm zu Ehren eine Straße (Friedrich-Aue-Straße).